# Де Ла Форг де Бельгард, Камиль
Камиль де Ла Форг де Бельгард (фр. Camille de La Forgue de Bellegarde; 29 марта 1841, Гап, Франция — 23 октября 1905) — французский офицер-кавалерист и конник, в ряде источников указано, что является бронзовым призёром летних Олимпийских игр 1900 года.
Закончил военную школу Сен-Сир. Во время Франко-прусской войны попал в плен. Дослужился до звания бригадного генерала.
Был награждён российским орденом Святого Станислава, был командором ордена Почётного легиона, награждён орденом Академических пальм.
В ряде источников указано, что на Олимпийских играх 1900 года в Париже 59-летний де Ла Форг де Бельгард на лошади Толла занял третье место в прыжках в длину с результатом 5,3 метра. Однако по другим данным де Ла Форг де Бельгард был владельцем Толла, а в седле выступал Жак де Прюнеле или, по другим данным, один из сыновей Камиля де Ла Форг де Бельгарда.